# Cerdocyon
Cerdocyon je rod psovitých šelem. Jediným příslušníkem tohoto rodu je maikong. V minulosti ale existovalo více druhů psů rodu Cerdocyon.

## Seznam druhů
- Maikong (Cerdocyon thous)
- Cerdocyon avius †
- Cerdocyon ensenadensis †